# Craugastor ranoides
Espèce
Synonymes
- Lithodytes ranoides Cope, 1886
- Liohyla pittieri Günther, 1900
- Eleutherodactylus ranoides (Cope, 1886)

Statut de conservation UICN

 CR A2ace : 
En danger critique
Craugastor ranoides est une espèce d'amphibiens de la famille des Craugastoridae.

## Répartition
Cette espèce se rencontre du niveau de la mer à 1 220 m d'altitude dans le sud du Nicaragua, au Costa Rica et dans l'ouest du Panamá.

## Description
Les mâles mesurent de 26 à 45 mm et les femelles de 40 à 74 mm.

## Publication originale
- Cope, 1886 : Thirteenth Contribution to the Herpetology of Tropical America. Proceedings of the American Philosophical Society, vol. 23, no 122, p. 271-287 (texte intégral).